# Boris Guriewicz (1937–2020)
Boris Michajłowicz Guriewicz (ros. Борис Михайлович Гуревич; ur. 23 lutego 1937 w Kijowie, zm. 12 listopada 2020 w Chicago) – radziecki i ukraiński zapaśnik walczący w stylu wolnym. Złoty medalista olimpijski z Meksyku 1968, w kategorii do 87 kg.
Mistrz świata w 1967 i 1969; drugi w 1961; czwarty w 1962. Mistrz Europy w 1967 i 1970 roku.
Mistrz ZSRR w 1957, 1958, 1961, 1965, 1966 i 1967; drugi w 1959, 1960, 1962 i 1963; trzeci w 1964 roku. Zakończył karierę w 1971 roku.
Odznaczony medalem „Za pracowniczą dzielność”.